# Shireen Abu Akleh
Shireen Abu Akleh (em árabe: شيرين أبو عاقلة; Jerusalém, 3 de abril de 1971 – Jenin, 11 de maio de 2022) foi uma jornalista palestino-estadunidense morta pelo exército israelense.

## Carreira
Sua carreira incluiu reportagens e análises políticas sobre os principais eventos nos territórios palestinos ocupados por Israel. Isso a tornou uma das mais conhecidas jornalistas do mundo árabe durante as duas primeiras décadas do século XXI, sobretudo como repórter da rede Al Jazeera para quem trabalhava desde 1997.
Em 11 de maio de 2022, Abu Akleh foi assassinada enquanto cobria uma operação militar israelense na cidade ocupada de Jenin, na Cisjordânia. De acordo com testemunhas e o Ministério da Saúde palestino, a jornalista foi baleada por forças israelenses mesmo vestindo um colete de imprensa. O governo de Israel inicialmente negou a autoria pela morte da veterana correspondente.
Após o assassinato de Abu Akleh, forças israelenses invadiram sua casa, confiscaram bandeiras palestinas e impediram a execução de "músicas de cunho nacionalista".